# Annals of Surgical Oncology
Annals of Surgical Oncology is een internationaal, aan collegiale toetsing onderworpen wetenschappelijk tijdschrift op het gebied van de oncologie en de chirurgie. De naam wordt in literatuurverwijzingen meestal afgekort tot Ann. Surg. Oncol. Het wordt uitgegeven door Springer Science+Business Media namens de Society of Surgical Oncology en verschijnt maandelijks.